# Новогодний шар на Таймс-сквер
Новогодний шар на Таймс-сквер (англ. Times Square Ball) — шар времени, расположенный на здании Уан-Таймс-Сквер в Нью-Йорке. Он играет одну из ключевых ролей в праздновании Нового года на этой улице.
Каждый год 31 декабря в 23:59 по местному времени шар спускается с 23-метровой высоты по особому флагштоку. Нижней точки шар достигает в полночь, что символизирует наступление Нового года. Первый раз шар спускался в 1907 году. С тех пор церемония проводилась каждый год за исключением 1942 и 1943 годов, когда объявлялась всеобщая светомаскировка.
Оформление шара менялось год от года. В 1907 году он состоял из металлических и деревянных конструкций и десятков ламп накаливания, весил 317 кг и был 1,5 метра в диаметре. Сейчас же при его изготовлении используются треугольные кристаллические панели и тысячи светодиодов. Диаметр современного шара составляет 12 футов (3,6 м), а вес превышает 5 тонн. Шар находится на флагштоке на протяжении всего года и демонтируется только в рамках проведения планового обслуживания.

Опускание новогоднего шара ежегодно привлекает до одного миллиона зрителей, тогда как телеаудитория составляет до одного миллиарда человек. Из-за своей зрелищности и популярности подобные церемонии проводятся и во многих других городах США.

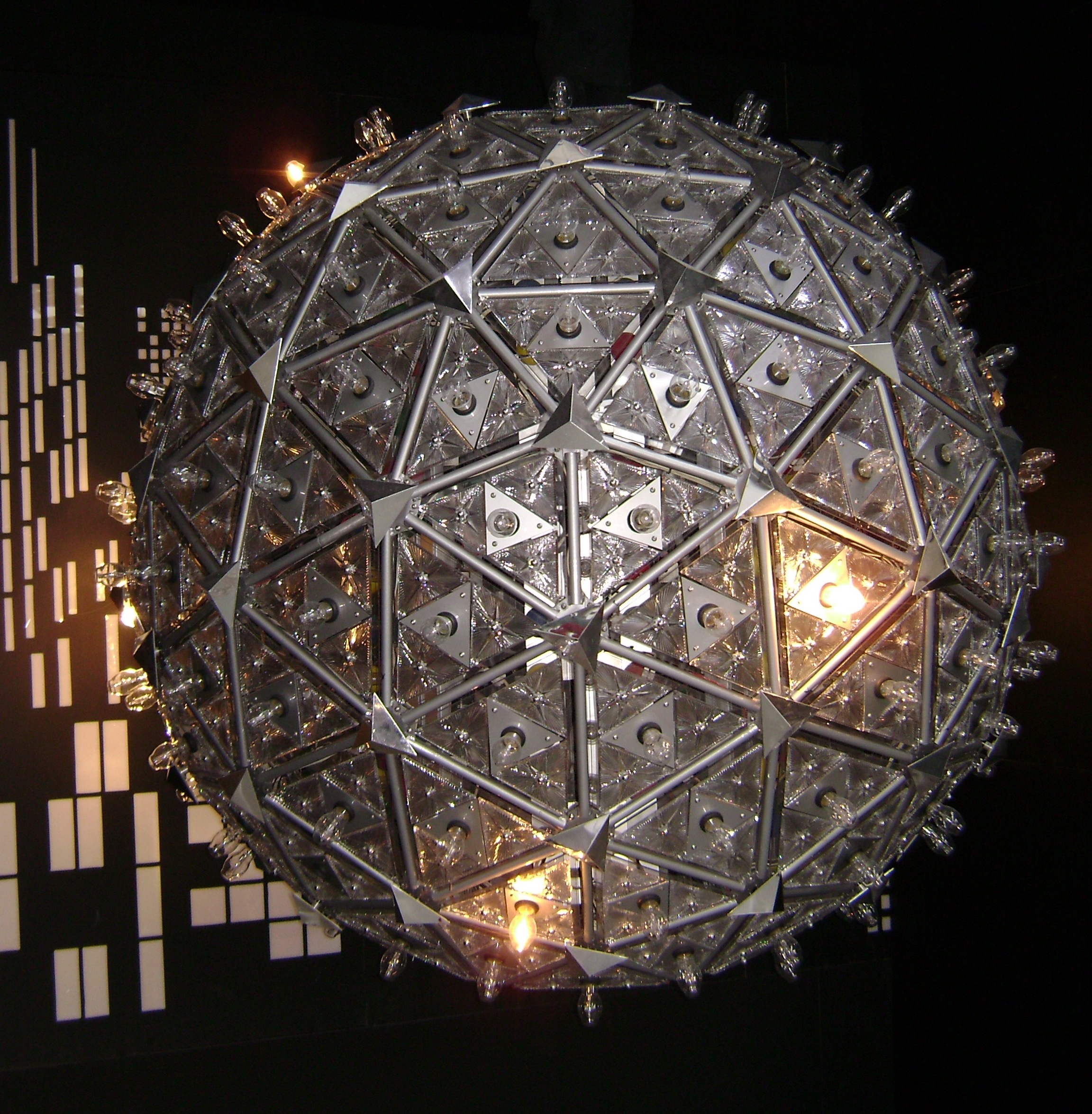
Шар, созданный для празднования Миллениума
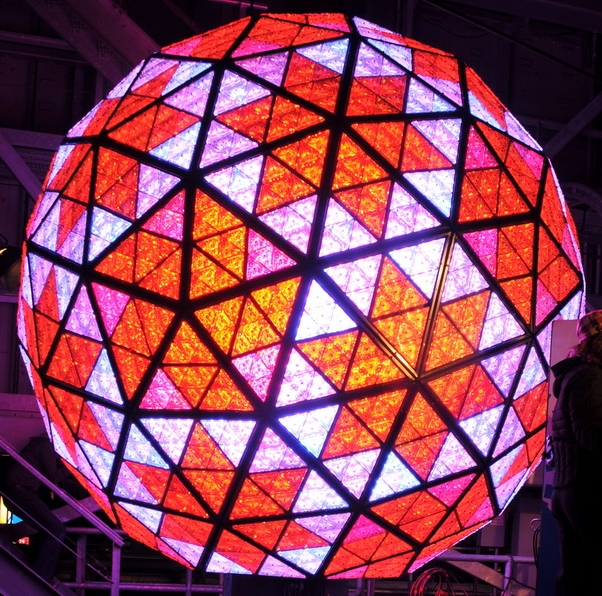
Шар в 2012 году